# Sorgà
Sorgà là một đô thị với 3115 dân (2007) ở tỉnh Verona, Italia. Đô thị này có diện tích 31,51 km2.